# ريدة (شمال الراين-وستفاليا)
ردة (نوردراين وستفالن) (بالألمانية: Rhede) هي بلدة ألمانية تقع في ألمانيا في بوركن. يقدر عدد سكانها بـ 19,293 نسمة .

## المدن التوأمة
مدينة La Ferté-Saint-Aubin هي مدينة توأمة لـردة (نوردراين وستفالن).

## أعلام
- فرانز شمولدرز
- هاينريش فينكه
- برناردو إنريكي ويت